# Mexiko-Stadt E-Prix
Der Mexiko-Stadt E-Prix ist ein Automobilrennen der FIA-Formel-E-Meisterschaft in Mexiko-Stadt, Mexiko. Es wurde erstmals 2016 ausgetragen.

## Geschichte

Die Formel-E-Rennstrecke im Autódromo Hermanos Rodríguez bis 2019

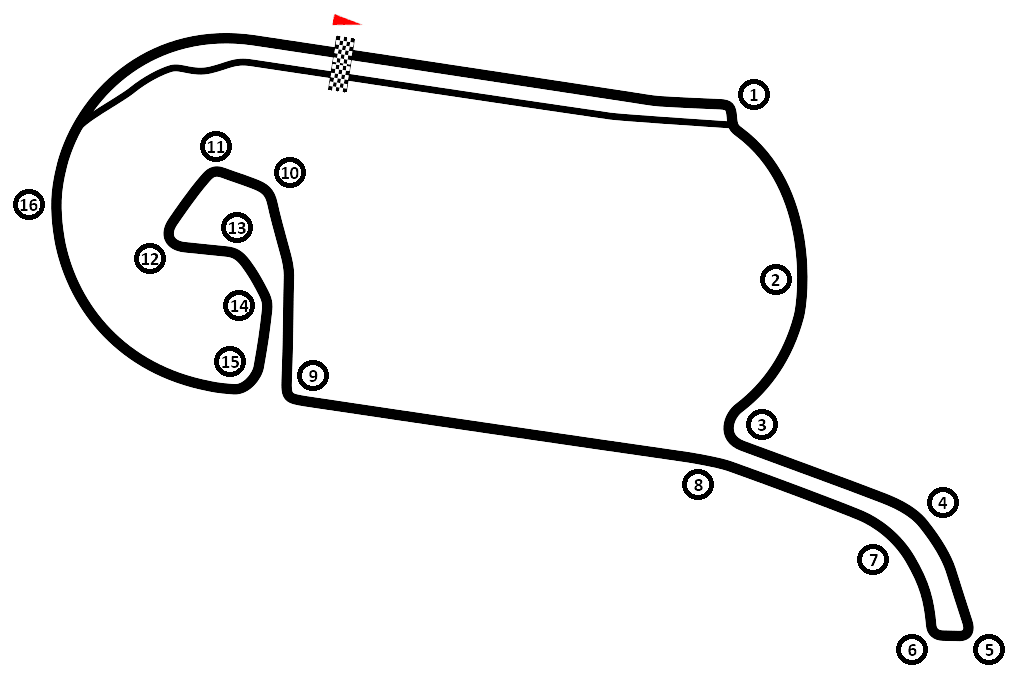
Die Streckenführung 2020 bis 2022

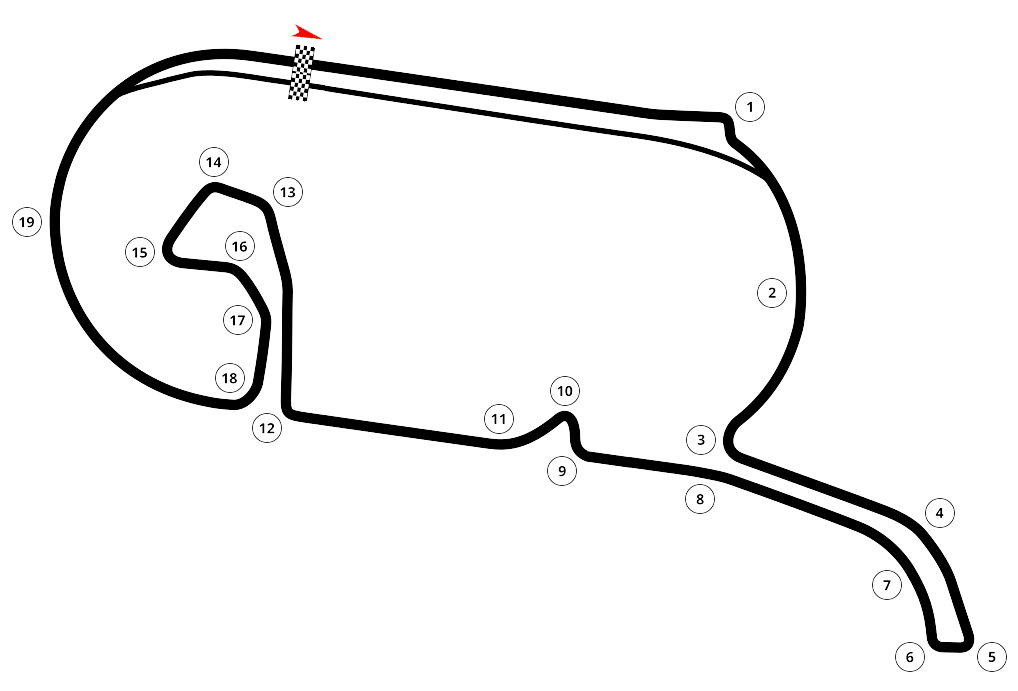
Streckenführung seit 2023

Der Mexiko-Stadt E-Prix wird auf einer verkürzten Version des Autódromo Hermanos Rodríguez ausgetragen. Er war damit der erste E-Prix, der auf einer permanenten Rennstrecke stattfand.
Jérôme D’Ambrosio gewann das erste Rennen vor Sébastien Buemi und Nicolas Prost, nachdem der Erstplatzierte Lucas di Grassi disqualifiziert worden war. Den zweiten E-Prix 2016 gewann dann di Grassi vor Jean-Éric Vergne und Sam Bird.
Das dritte Rennen gewann Daniel Abt vor Oliver Turvey und Buemi. Den vierten E-Prix gewann di Grassi vor António Félix da Costa und Edoardo Mortara, nachdem dem bis dahin führenden Pascal Wehrlein wenige Meter vor der Ziellinie die Energie ausging. Damit gewann di Grassi als erster Fahrer den Mexiko-Stadt E-Prix zum zweiten Mal.
2020 wurde die Streckenführung geändert: So bog die Strecke nach der zweiten Kurve nach links ab, wo sie in Gegenrichtung der Formel-1-Streckenführung verlief. Nach einer Spitzkehre führte sie dann wieder zurück in Richtung des Foro Sol. Außerdem wurde die Schikane in der letzten Kurve entfernt. Die Streckenlänge erhöhte sich damit auf 2,606 km. Rennsieger wurde Jaguar-Pilot Mitch Evans.
In der Saison 2020/21 fand das Rennen wegen der COVID-19-Pandemie nicht statt. Die FIA-Formel-E-Meisterschaft fuhr stattdessen in Mexiko den Puebla E-Prix auf dem Autódromo Miguel E. Abed.
2022 kehrte der Mexiko-Stadt E-Prix in den Rennkalender der Serie zurück. Wehrlein gewann das Rennen vor seinem Teamkollegen André Lotterer. Es war der erste Sieg für Porsche in der nun FIA-Formel-E-Weltmeisterschaft genannten Rennserie.
2023 stellte der Mexiko-Stadt E-Prix den Saisonauftakt für die FIA-Formel-E-Weltmeisterschaft 2022/23 dar. Die Streckenführung wurde abermals leicht verändert: Auf der Gegengeraden wurde eine Schikane eingefügt, um den Fahrern eine zusätzliche Bremszone zum Rekuperieren zur Verfügung zu stellen. Die Gesamtlänge der Strecke erstreckt sich nun auf 2,628 km. Jake Dennis gewann das Rennen vor Wehrlein und di Grassi.
Auch 2024 wurde in Mexiko-Stadt der Saisonauftakt ausgetragen. Wehrlein, der zum dritten Mal beim Mexiko-Stadt E-Prix die Pole-Position erzielt hatte, gewann das Rennen vor Buemi und Nick Cassidy. Wehrlein zog mit seinem zweiten Rennsieg beim Mexiko-Stadt E-Prix mit di Grassi gleich.
Im Jahr 2025 war der Mexiko-Stadt E-Prix das zweite Saisonrennen, nachdem erstmals der Saisonauftakt in São Paulo ausgetragen wurde. Oliver Rowland gewann das Rennen vor dem Porsche-Duo Félix da Costa und Wehrlein, der seine vierte Pole-Position auf dem Kurs erzielte.

## Ergebnisse
| Auflage | Jahr    | Strecke                      | Sieger                                             | Zweiter                                                   | Dritter                                            | Pole-Position                                      | Schnellste Runde                                 |
| ------- | ------- | ---------------------------- | -------------------------------------------------- | --------------------------------------------------------- | -------------------------------------------------- | -------------------------------------------------- | ------------------------------------------------ |
| 1       | 2015/16 | Autódromo Hermanos Rodríguez | Jérôme D’Ambrosio (Dragon Racing Formula E Team)   | Sébastien Buemi (Renault e.dams)                          | Nicolas Prost (Renault e.dams)                     | Jérôme D’Ambrosio (Dragon Racing Formula E Team)   | Nicolas Prost (Renault e.dams)                   |
| 2       | 2016/17 | Autódromo Hermanos Rodríguez | Lucas di Grassi (ABT Schaeffler Audi Sport)        | Jean-Éric Vergne (Techeetah)                              | Sam Bird (DS Virgin Racing Formula E Team)         | Oliver Turvey (NextEV NIO)                         | Sébastien Buemi (Renault e.dams)                 |
| 3       | 2017/18 | Autódromo Hermanos Rodríguez | Daniel Abt (Audi Sport ABT Schaeffler)             | Oliver Turvey (NIO Formula E Team)                        | Sébastien Buemi (Renault e.dams)                   | Felix Rosenqvist (Mahindra Racing Formula E Team)  | Lucas di Grassi (Audi Sport ABT Schaeffler)      |
| 4       | 2018/19 | Autódromo Hermanos Rodríguez | Lucas di Grassi (Audi Sport ABT Schaeffler)        | António Félix da Costa (BMW i Andretti Motorsport)        | Edoardo Mortara (Venturi Formula E Team)           | Pascal Wehrlein (Mahindra Racing Formula E Team)   | Pascal Wehrlein (Mahindra Racing Formula E Team) |
| 5       | 2019/20 | Autódromo Hermanos Rodríguez | Mitch Evans Panasonic Jaguar Racing                | António Félix da Costa (DS Techeetah)                     | Sébastien Buemi (Nissan e.dams)                    | André Lotterer (TAG Heuer Porsche Formula E Team)  | Alexander Sims (BMW i Andretti Motorsport)       |
| 6       | 2021/22 | Autódromo Hermanos Rodríguez | Pascal Wehrlein (TAG Heuer Porsche Formula E Team) | André Lotterer (TAG Heuer Porsche Formula E Team)         | Jean-Éric Vergne (DS Techeetah)                    | Pascal Wehrlein (TAG Heuer Porsche Formula E Team) | Lucas di Grassi (ROKiT Venturi Racing)           |
| 7       | 2022/23 | Autódromo Hermanos Rodríguez | Jake Dennis (Avalanche Andretti Formula E)         | Pascal Wehrlein (TAG Heuer Porsche Formula E Team)        | Lucas di Grassi (Mahindra Racing)                  | Lucas di Grassi (Mahindra Racing)                  | Jake Dennis (Avalanche Andretti Formula E)       |
| 8       | 2023/24 | Autódromo Hermanos Rodríguez | Pascal Wehrlein (TAG Heuer Porsche Formula E Team) | Sébastien Buemi (Envision Racing)                         | Nick Cassidy (Jaguar TCS Racing)                   | Pascal Wehrlein (TAG Heuer Porsche Formula E Team) | Nick Cassidy (Jaguar TCS Racing)                 |
| 9       | 2024/25 | Autódromo Hermanos Rodríguez | Oliver Rowland (Nissan Formula E Team)             | António Félix da Costa (TAG Heuer Porsche Formula E Team) | Pascal Wehrlein (TAG Heuer Porsche Formula E Team) | Pascal Wehrlein (TAG Heuer Porsche Formula E Team) | Sébastien Buemi (Envision Racing)                |